# T.37
T.37とは、「蓄積交換型のインターネットファクシミリデータ伝送手順(Procedures for the transfer of facsimile data via store-and-forward on the Internet)」として、ITU-Tで勧告された通信プロトコルである。電子メールのTIFF添付ファイル
としてSMTPで転送するため、メール方式インターネットファックスとも呼ばれる。
拡張規格として、同一ローカルネットワーク内でIPアドレスを指定して、メールサーバを経由しないリアルタイムのT.37 Full Mode 直接通信可能なダイレクトSMTPがある。PCのFAXソフトウエアや業務用複合機の機能として実装されている。ダイナミックドメインネームシステム対応ルーターによりホスト名で動的グローバルIPアドレスを直接指定するものもある。

## 概要
T.37ゲートウェイ・メールサーバ・オンラインストレージを組み合わせ、同報通信・不達時再送信・時間指定送信などを付加してASPが提供されている。

## 無線アクセス利用の固定電話
無線アクセス加入者線の固定電話では、モデムが利用できないため無線区間をT.37で伝送する

。
ワイヤレス固定電話発信の場合、ターミナルアダプタの「FAXボタン」を1秒以上押した後、もしくは「0009」のプレフィックスを電話番号に前置きしてワイヤレス固定電話端末が発信すると、ターミナルアダプタがT.37に変換しFAX蓄積サーバーに転送し、FAX蓄積サーバーがT.30で電話網へ送信する。
ワイヤレス固定電話着信の場合、電話網からのT.30着信を検知したとき無線区間の回線をいったん開放し、FAX蓄積サーバーがT.37に変換しターミナルアダプタに転送し、ターミナルアダプタがワイヤレス固定電話端末に送信する。

## T.37ゲートウェイの動作
G3ファクシミリからの発信の場合、着信電話番号・発信元情報などを電子メール本文に、モデムによる画像信号をTIFFの添付ファイルに、変換し転送する。これをオンランプと呼ぶ。
電子メールとして発信されたものは、電子メール内の電話番号を解釈し公衆交換電話網へ発信し、TIFF添付ファイルをモデム画像信号としてG3ファクシミリへ送信する。これをオフランプと呼ぶ。

## T.37 Simple Mode
T.37 Simple Mode I-FAX は、基本的な伝送機能を定めたものであり、ITU-Tで1998年6月に勧告された。双方向機能がないため、送達確認・能力交換に別の手段が必要である。

### 関連するIETFのRFC
関連するIETFのRFCには、次のものがある。
- RFC 2301: File Format for Internet Fax - インターネットファックスのためのファイル形式
- RFC 2302: Tag Image File Format (TIFF) - image/tiff MIME Sub-type Registration
- RFC 2303: Minimal PSTN address format in Internet Mail - 電子メールでの公衆交換電話網の電話番号表記法
- RFC 2304: Minimal FAX address format in Internet Mail - FAX端末の電子メールアドレス表記法
- RFC 2305: A Simple Mode of Facsimile Using Internet Mail - 電子メールを利用したシンプルモードインターネットファクシミリ
- RFC 2306: Tag Image File Format (TIFF) - F Profile for Facsimile - TIFF - F のファクシミリ用プロファイル
- RFC 2542: Terminology and Goals for Internet Fax - インターネットファクシミリの用語と目標

## T.37 Full Mode
T.37 Full Mode I-FAX は、送達確認・能力交換などの双方向機能、高精細度・カラー伝送などの付加機能を定めたものであり、ITU-Tで1999年に勧告された。

### 関連するIETFのRFC
関連するIETFのRFCには、次のものがある。
- RFC 2530: Indicating Supported Media Features Using Extensions to Delivery Status Notification (DSN) and Message Disposition Notification (MDN) - 電子メール状況 (DSN)、受信結果 (MDN) を配達先の電子メールサーバが送信元へ通知する機能
- RFC 2532: Extended Facsimile Using Internet Mail - 電子メールを利用した拡張モードインターネットファクシミリ
- RFC 2846: GSTN address element extensions in e-mail services
- RFC 2879: Content feature schema for Internet fax - インターネットファックスのための内容機能スキーマ
- RFC 2880: Internet fax T.30 Feature Mapping - インターネットファックスへのT.30機能マッピング